# Lepidochrysops kivuensis
Lepidochrysops kivuensis är en fjärilsart som beskrevs av James John Joicey och Talbot 1921. Lepidochrysops kivuensis ingår i släktet Lepidochrysops och familjen juvelvingar. Inga underarter finns listade i Catalogue of Life.